# Synechanthus
Synechanthus är ett släkte av enhjärtbladiga växter. Synechanthus ingår i familjen Arecaceae.
Kladogram enligt Catalogue of Life:
| Synechanthus | \| \| Synechanthus fibrosus \| \| \| \| \| \| Synechanthus warscewiczianus \| \| \| \| |
|              | \| \| Synechanthus fibrosus \| \| \| \| \| \| Synechanthus warscewiczianus \| \| \| \| |
|              | Synechanthus fibrosus                                                                  |
|              |                                                                                        |
|              | Synechanthus warscewiczianus                                                           |
|              |                                                                                        |